# Kiepwagen

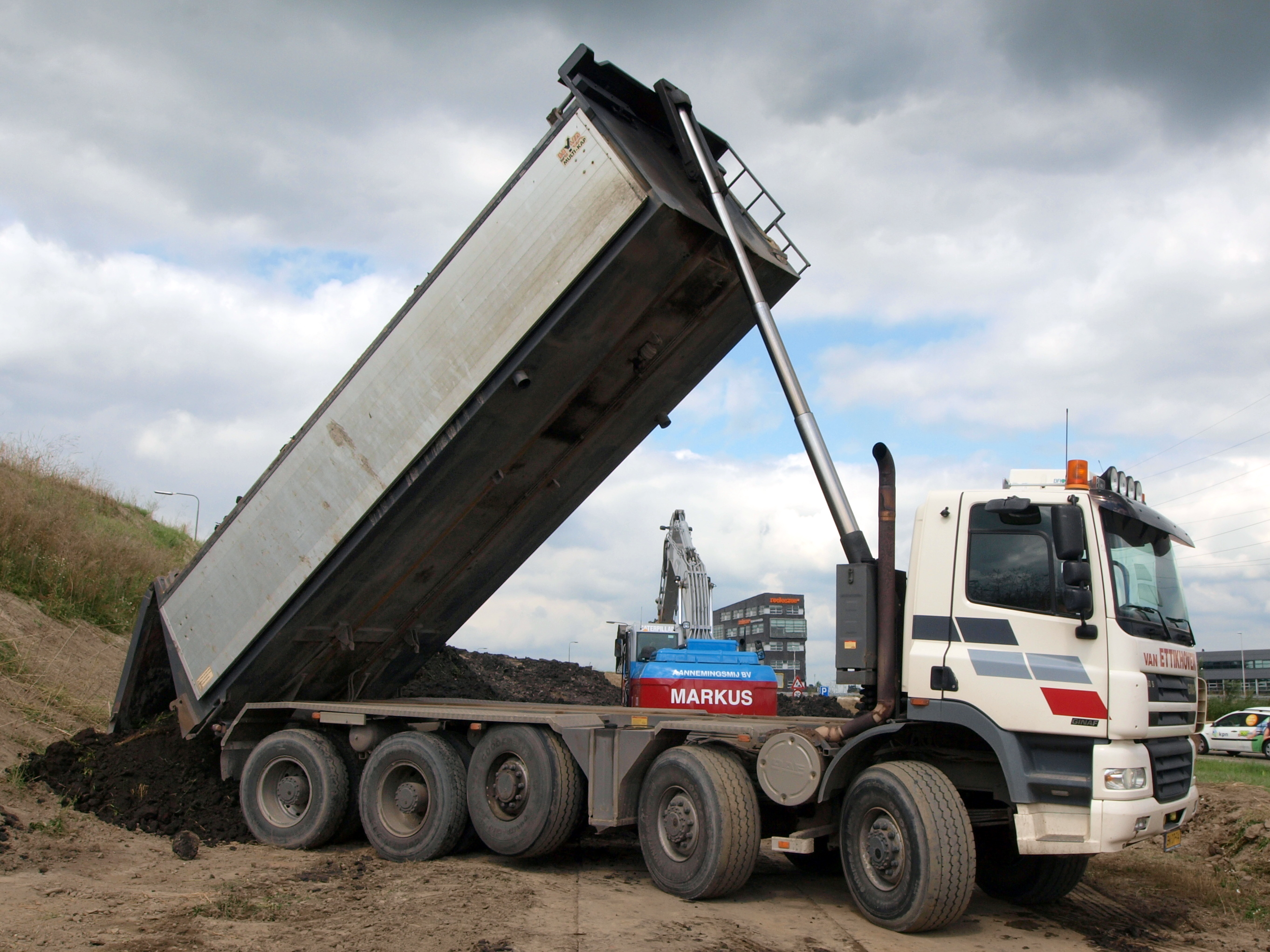
Kiepwagen lost de lading; uitgeschoven hydraulische cilinder is duidelijk zichtbaar en de derde achteras is in een gelifte positie

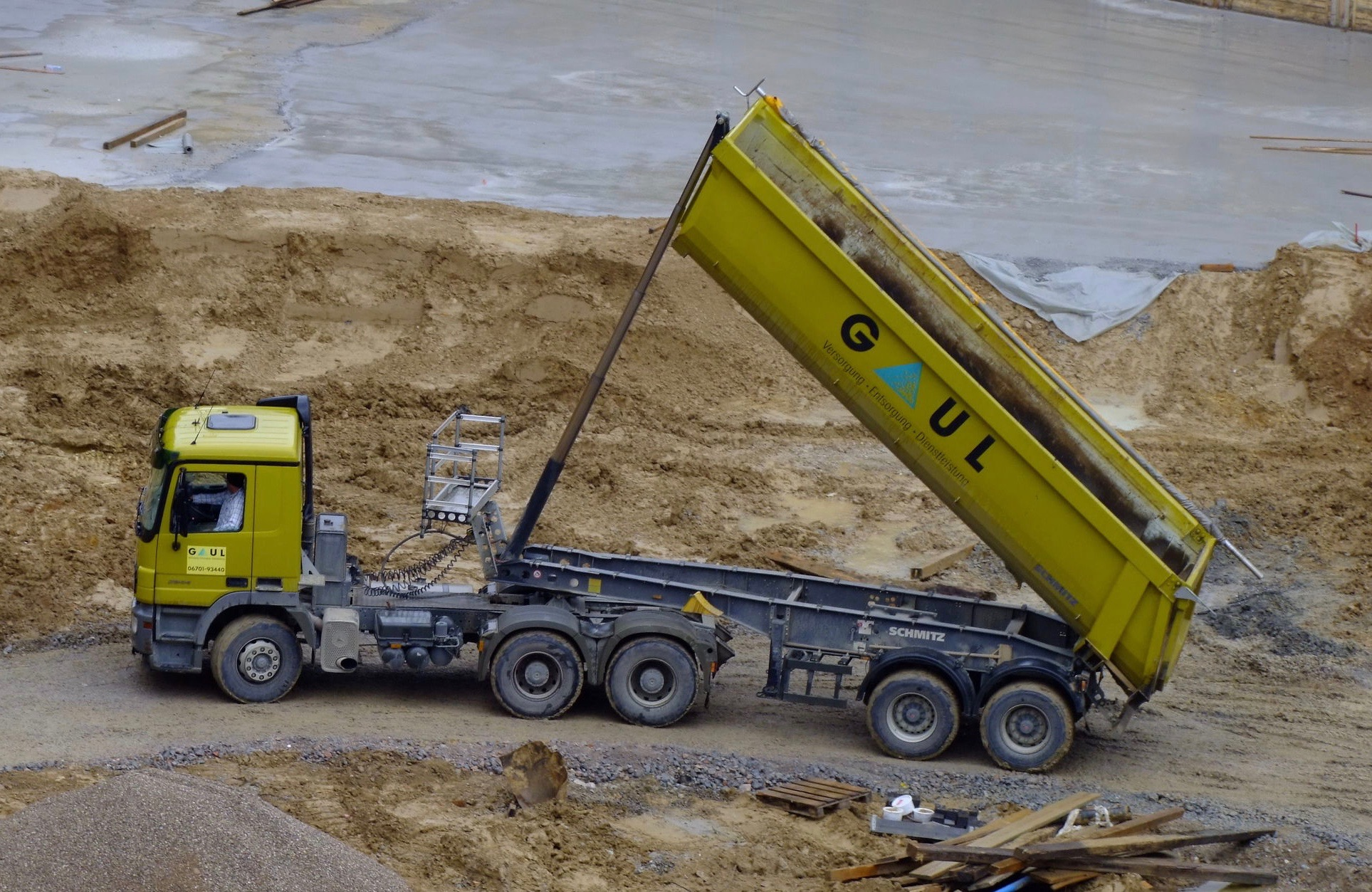
Kiepwagen uitgevoerd met een kipperoplegger

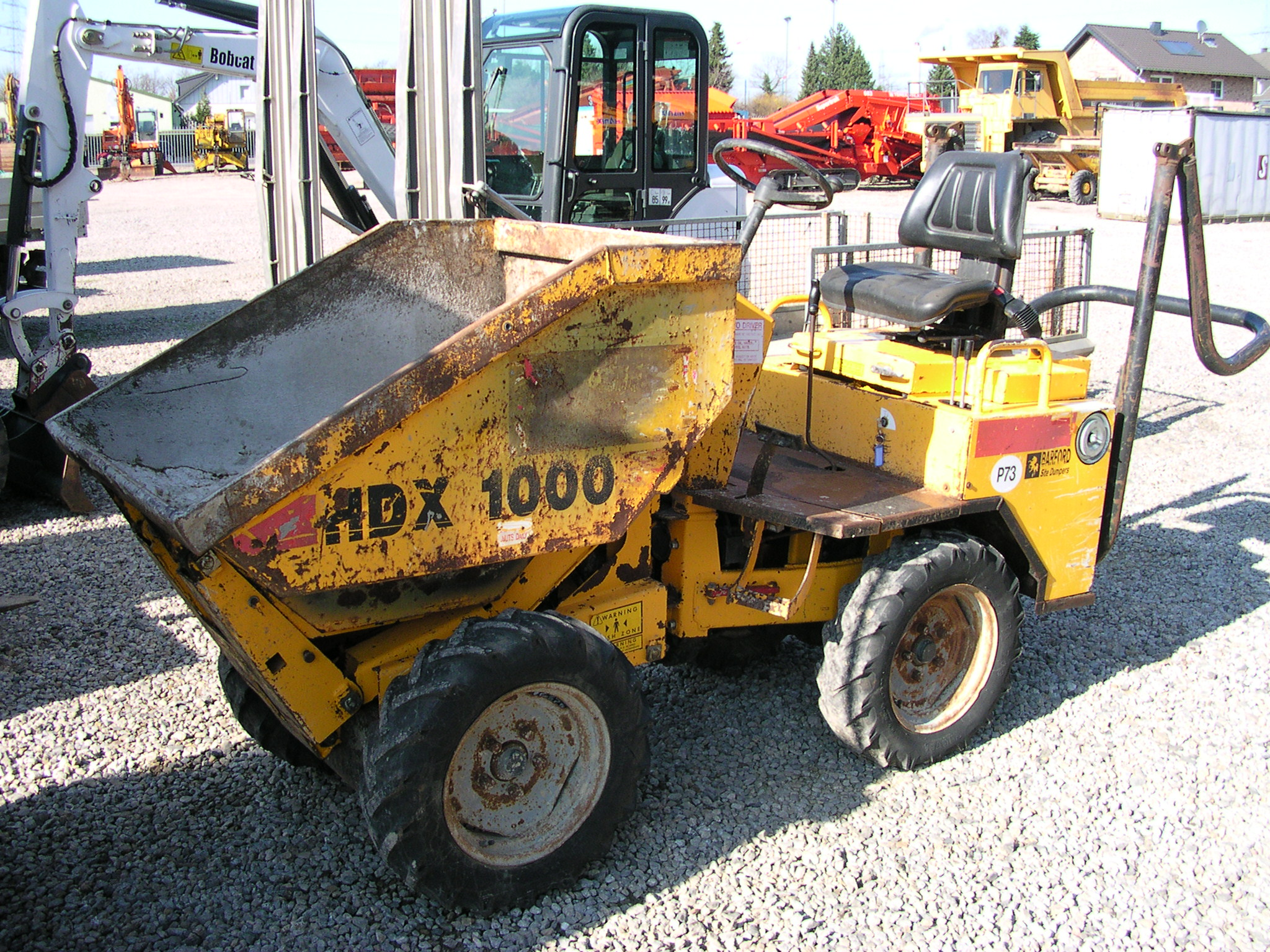
Kleine knikdumper; ideaal voor tuinbouw

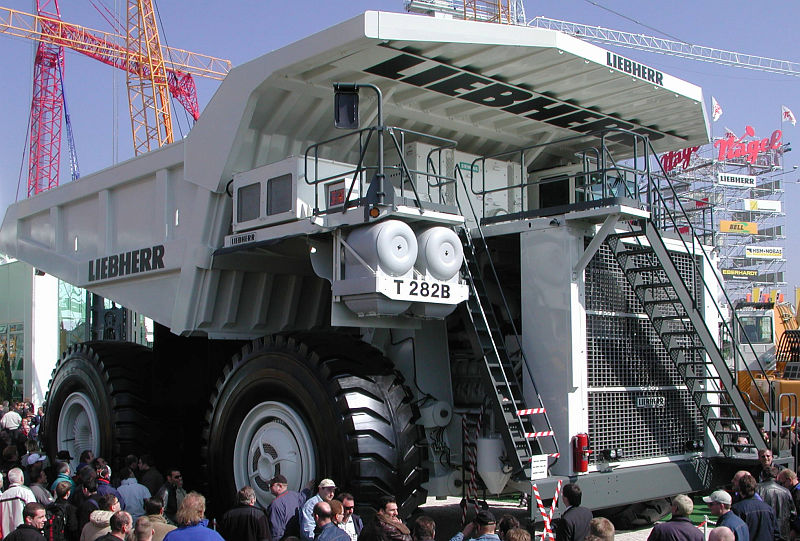
Kiepwagen Liebherr T282B

Een kiepwagen, (kiep- of kip)auto of ook wel dumper genoemd, is een type vrachtauto, gebruikt voor het transporteren van los stortgoed, zoals grind, zand, aarde, puin. Het materiaal wordt in de laadbak gestort door bijvoorbeeld een shovel of dragline, en wordt geleegd door deze aan de voor- of zijkant (bij zijdelings lossen) omhoog te vijzelen. Kleine kiepwagens worden gebruikt in de tuinbouw terwijl grote kiepwagens onder andere in de dagbouw van delfstoffen worden gebruikt.
De manier waarop de laadbak aan de kiepwagen is bevestigd, maakt het mogelijk om kiepwagens in twee categorieën op te delen. In de eerste categorie is de laadbak als oplegger bevestigd; in de tweede categorie niet. Een kiepwagen uit de eerste categorie bestaat uit een trekker en een kipperoplegger. Een typische kiepwagen uit de tweede categorie heeft een kiepbak gemonteerd op het chassis, direct achter of voor de bestuurderscabine. 

## Werking
De kiepbak wordt omhoog gebracht door een verticale hydraulische cilinder die op het chassis is gemonteerd en ook verbonden is met de kiepbak. Komt de kiepbak omhoog, dan wordt de achterklep ontgrendeld en gaat deze open, zodat het materiaal wordt gestort.
De kiepers met een kleine capaciteit hebben meestal één vooras en één achteras, van de vier wielen zijn er twee met aandrijving. Wordt ook in terrein gereden dan zijn er ook vierwielaangedreven (4x4) versies beschikbaar. Grotere versies hebben meer wielen, de achterassen hebben dubbele wielen aan elke kant en zijn bijna altijd aangedreven. Niet-aangedreven assen worden gebruikt om het extra gewicht van de lading te dragen. Niet-aangedreven achterassen kunnen worden gelift om slijtage aan banden te minimaliseren wanneer de vrachtwagen leeg of licht beladen is.

### Weg of terrein
Ook zijn er kiepwagens die speciaal geschikt zijn voor ruw terrein; knikdumpers. Deze beschikken over een dubbele cardanaandrijving, waardoor het mogelijk is om zeer korte bochten te nemen op ruw terrein.
Bekende fabrikanten van grote kiepwagens zijn onder andere:
- Caterpillar
- Euclid
- Faun
- Ginaf
- Liebherr
- Kaelble
- Komatsu
- Moxy (Doosan-Moxy)
- Terex
- Volvo Construction Equipment
- Wacker Neuson

### Materiaal
Er zijn kiepwagens in verschillende soorten en maten. Hierbij is het terrein een belangrijke factor zoals ook de materialen die vervoerd moeten worden. Voor ieder soort materiaal bestaat er een effectieve kiepwagen. In de mijnbouw, bijvoorbeeld, worden gigantische kiepwagens gebruikt die delfstoffen vervoeren.

## Trivia
- Een kiepwagen voor spoorlijnen wordt ook wel lorrie genoemd.

## Galerij

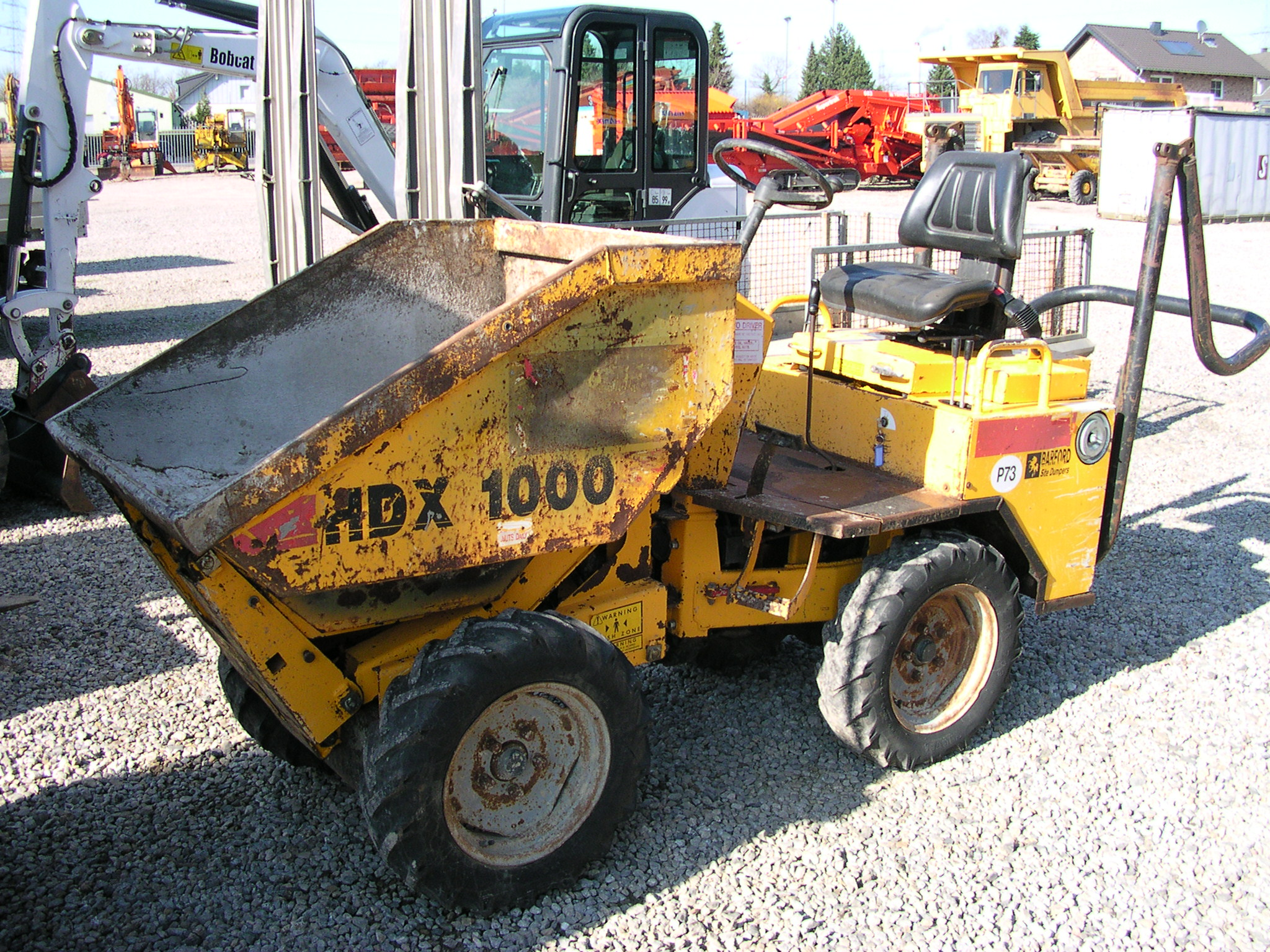
Kleine kiepwagen
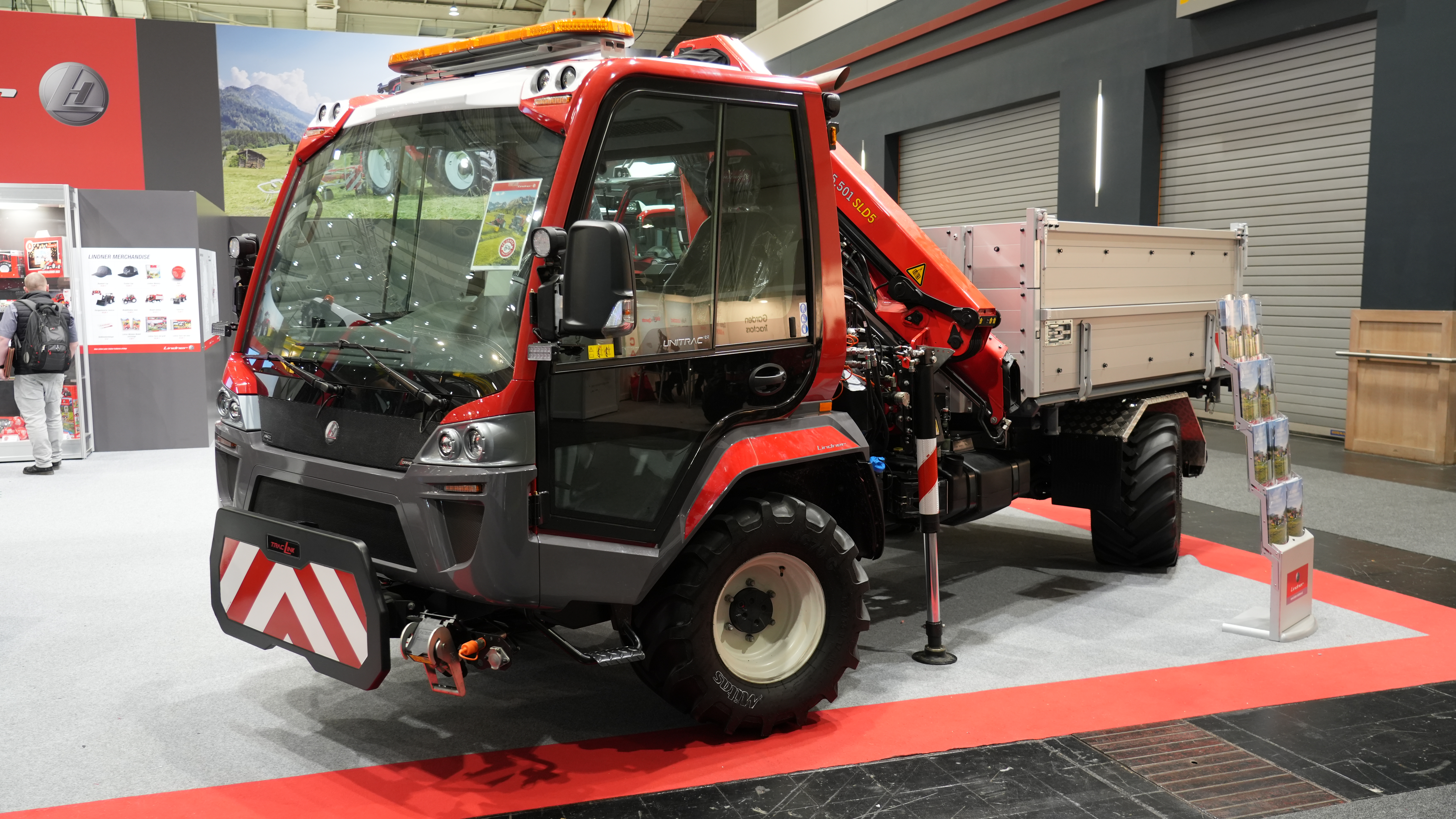
Kiepwagen geschikt voor heuvelachtig terrein
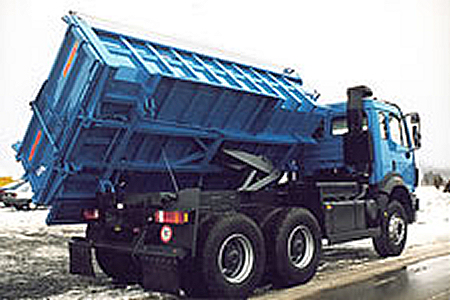
Kiepwagen met driezijdige kiepbak
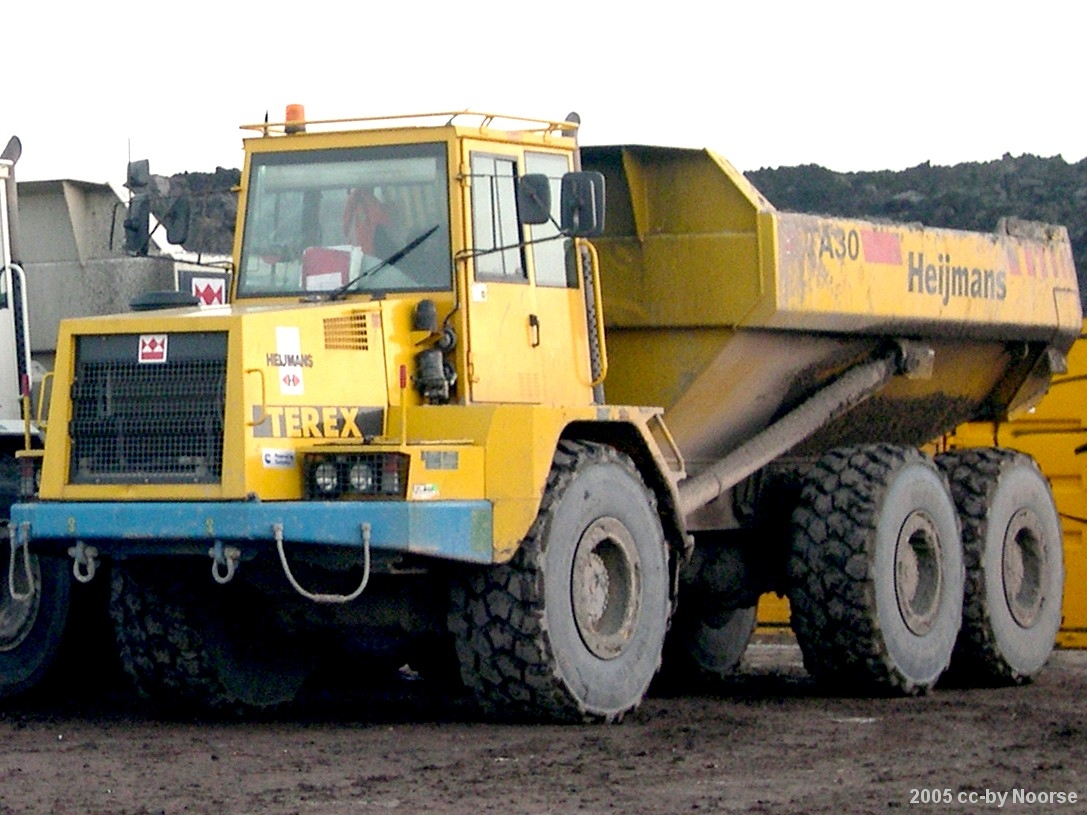
Kiepwagen met knikbesturing, te vinden op bouwterreinen, steen-, zand- en kiezelgroeven

## Referentie
1. ↑  KIEPEN. Instituut voor de Nederlandse Taal (2001). Geraadpleegd op 30 juli 2024.
2. ↑  KIPPEN. Instituut voor de Nederlandse Taal (1929). Geraadpleegd op 23 januari 2025.